# Robert Alexander Hillingford

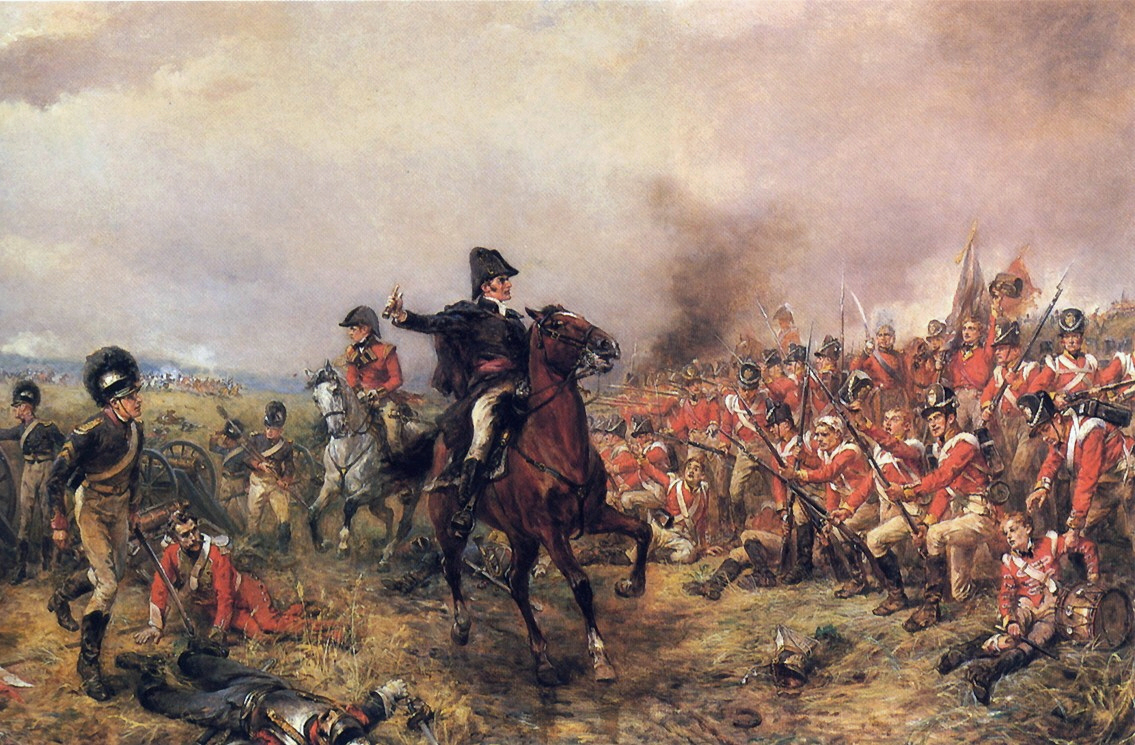
Wellington em Waterloo, Robert Alexander Hillingford

Robert Alexander Hillingford (1825-1904) foi um pintor inglês. Ele se especializou em pinturas históricas, frequentemente cenas de batalhas.
Nasceu em Londres e estudou em Dusseldorf e Munique antes de viajar a Itália, onde ele se casou e trabalhou durante muitos anos, pintando a vida cotidiana italiana. Voltou para Londres em 1864 e fez sua primeira exibição na Academia Real Inglesa em 1866; foi nessa época que começou a trabalhar em questões históricas, especialmente nas guerras napoleônicas.
As pinturas originais foram várias vezes a leilão e estão amplamente espalhadas.